# Anthony Franciosa
Anthony "Tony" Franciosa, ursprungligen Anthony Papaleo, född 25 oktober 1928 i New York, död 19 januari 2006 i Los Angeles, var en amerikansk skådespelare.
Under fem års tid arbetade han sig upp från småroller off-Broadway till en Broadwaydebut 1953. Hans framgång 1955 i pjäsen En handfull snö ledde till ett filmkontrakt i Hollywood. Han gjorde om succén på film och nominerades för en Oscar. Franciosa, som var mycket intensiv i sitt skådespel, hade sedan ledande roller i en rad filmer.
Åren 1957–1960 var han gift med skådespelerskan Shelley Winters.

## Filmografi (urval)
- 1957 – Kanske i kväll
- 1957 – En handfull snö
- 1958 – Lång, het sommar
- 1964 – Rio Conchos
- 1979 – Spindeln i nätet